# Buggerru

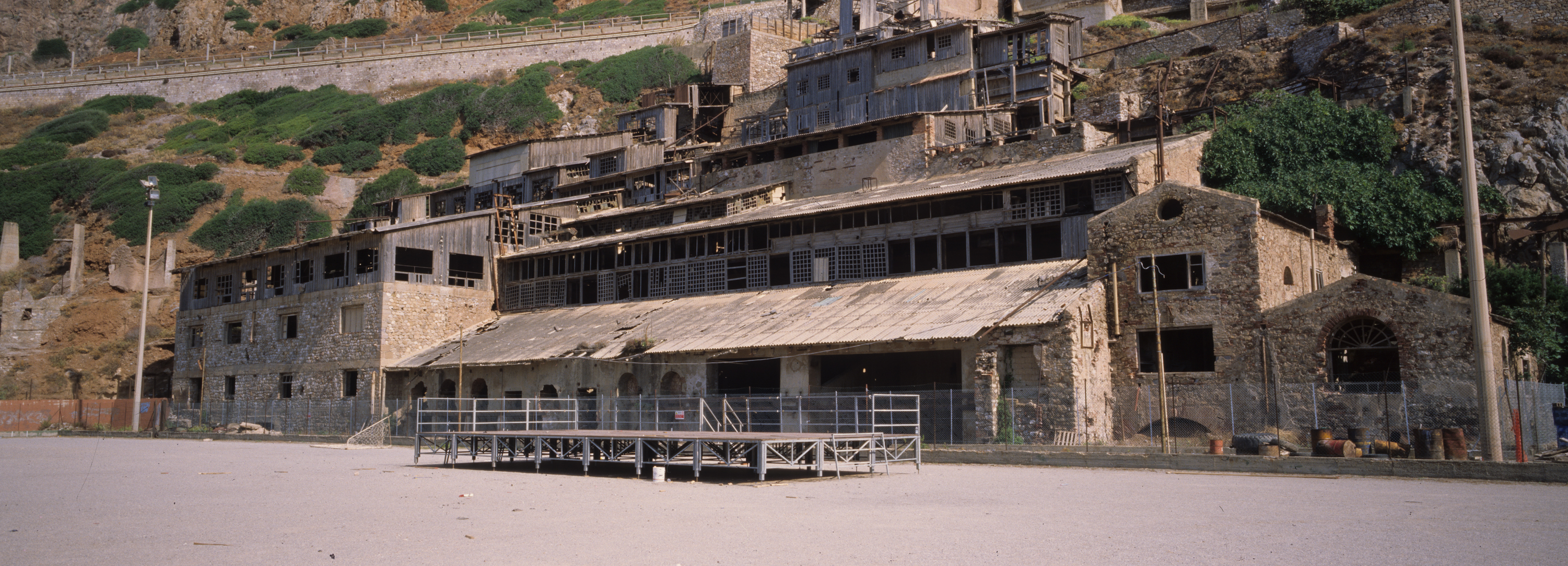
Budynki nieczynnej kopalni w Buggerru

Buggerru – miejscowość i gmina we Włoszech, w regionie Sardynia, w prowincji Sud Sardynia. Graniczy z Fluminimaggiore i Iglesias.
Według danych na rok 2004 gminę zamieszkiwało 1161 osób, 24,2 os./km².